# Christiane Schmidt (Filmemacherin)
Christiane Schmidt (* 1978 in Lüneburg) ist eine deutsche Kamerafrau und Filmemacherin.

## Leben
Christiane Schmidt studierte Kunst- und Politikwissenschaft an der Carl von Ossietzky Universität Oldenburg und im Anschluss Dokumentarfilm mit Schwerpunkt Kameraarbeit an der Hochschule für Fernsehen und Film München. Ihr gemeinsam mit Didier Guillain gedrehter Abschlussfilm Pădurea e ca muntele, vezi? hatte seine Premiere im Forum der Berlinale 2014. Für ihre Kameraarbeit erhielt sie 2014 den Preis für die beste Nachwuchsbildgestalterin beim IFFF Dortmund / Köln. Für das Dokumentarfilmprojekt Nachbarn erhielt sie 2016 gemeinsam mit Pary El-Qalqili das Gerd-Ruge-Stipendium.

## Filmographie
- 2005: Grenze (Kurzspielfilm) – Kamera/Co-Regie mit Constanze Schmidt
- 2008: Comme tout autre humain (Dokumentarfilm) – Kamera/Co-Regie mit Didier Guillain
- 2011: berlin (Experimentalfilm) Kamera/Co-Regie mit Noemi Schneider
- 2011: Eisblumen (Kurzspielfilm) – Kamera/Regie: Susan Gordanshekan
- 2012: Zugperlen (Dokumentarfilm) – Kamera/Regie: Gregor Eppinger
- 2014: Pădurea e ca muntele, vezi? (Dokumentarfilm) Kamera/Co-Regie: Didier Guillain
- 2017: Wo Armut Alltag ist (Dokumentationssendung 37 Grad) – Kamera/Regie: Gregor Eppinger
- 2018: Nachbarn (Dokumentarfilm) – Kamera/Co-Regie: Pary El-Qalqili
- 2019: Plattgemacht (Dokumentationssendung 37 Grad) – Kamera/Regie: Gregor Eppinger
- 2020: Wissen, was man kauft (Dokumentationssendung Arte Re:) – Kamera/Regie: Gregor Eppinger

## Auszeichnungen
- 2005: Publikumspreis Young Collection, Filmbüro Bremen für Grenze[1]
- 2008: Deutscher Menschenrechts-Filmpreis – Kategorie Filmhochschule für Comme tout autre humain[2]
- 2014: Preis beste Nachwuchs Bildgestalterin – Internationales Frauenfilmfestival Dortmund/Köln für Pădurea e ca muntele, vezi?[3]
- 2014: Förderpreis der Stadt Duisburg – Duisburger Filmwoche für Pădurea e ca muntele, vezi?[4]
- 2015: Sachtler Kamerapreis – Nonfiktionale für Pădurea e ca muntele, vezi?[5]
- 2015: Dokumentarfilmpreis – Provinziale Eberswalde für Pădurea e ca muntele, vezi?[6]
- 2020: Best German Documentary Film – Doc.Berlin Dokumentarfilmfestival für Nachbarn[7]

## Nominierungen
- 2015: Nominierung Michael Ballhaus Preis – First Steps 2015 für Pădurea e ca muntele, vezi?[8]
- 2018: Nominierung Preis der deutschen Filmkritik 2018 – Bester Kurzfilm für Nachbarn[9]